# Sendim da Ribeira
Sendim da Ribeira é uma povoação portuguesa do Município de Alfândega da Fé que foi sede da extinta Freguesia de Sendim da Ribeira, freguesia que tinha 14,79 km² de área e 92 habitantes (2011), e, portanto, uma densidade populacional de 6,2 hab/km².
A Freguesia de Sendim da Ribeira foi extinta (agregada) em 2013, no âmbito de uma reforma administrativa nacional, tendo sido agregada à freguesia de Parada, para formar uma nova freguesia denominada União das Freguesias de Parada e Sendim da Ribeira com sede em Parada.

## População
| População da freguesia de Sendim da Ribeira (1864 – 2011) | População da freguesia de Sendim da Ribeira (1864 – 2011) | População da freguesia de Sendim da Ribeira (1864 – 2011) | População da freguesia de Sendim da Ribeira (1864 – 2011) | População da freguesia de Sendim da Ribeira (1864 – 2011) | População da freguesia de Sendim da Ribeira (1864 – 2011) | População da freguesia de Sendim da Ribeira (1864 – 2011) | População da freguesia de Sendim da Ribeira (1864 – 2011) | População da freguesia de Sendim da Ribeira (1864 – 2011) | População da freguesia de Sendim da Ribeira (1864 – 2011) | População da freguesia de Sendim da Ribeira (1864 – 2011) | População da freguesia de Sendim da Ribeira (1864 – 2011) | População da freguesia de Sendim da Ribeira (1864 – 2011) | População da freguesia de Sendim da Ribeira (1864 – 2011) | População da freguesia de Sendim da Ribeira (1864 – 2011) |
| --------------------------------------------------------- | --------------------------------------------------------- | --------------------------------------------------------- | --------------------------------------------------------- | --------------------------------------------------------- | --------------------------------------------------------- | --------------------------------------------------------- | --------------------------------------------------------- | --------------------------------------------------------- | --------------------------------------------------------- | --------------------------------------------------------- | --------------------------------------------------------- | --------------------------------------------------------- | --------------------------------------------------------- | --------------------------------------------------------- |
| 1864                                                      | 1878                                                      | 1890                                                      | 1900                                                      | 1911                                                      | 1920                                                      | 1930                                                      | 1940                                                      | 1950                                                      | 1960                                                      | 1970                                                      | 1981                                                      | 1991                                                      | 2001                                                      | 2011                                                      |
| 281                                                       | 241                                                       | 224                                                       | 249                                                       | 287                                                       | 261                                                       | 323                                                       | 366                                                       | 355                                                       | 307                                                       | 282                                                       | 202                                                       | 128                                                       | 118                                                       | 92                                                        |

## Localidades
A Freguesia era composta por 2 aldeias:
- Sardão
- Sendim da Ribeira